# المتوحشة (فلم)
المتوحشة فيلم مصري تم إنتاجه 1979، من إخراج سمير سيف وبطولة سعاد حسني ومحمود عبد العزيز وليلى فوزي وتوفيق الدقن ورجاء حسين.

## تمثيل
- سعاد حسني
- محمود عبد العزيز
- ليلى فوزي
- توفيق الدقن
- رجاء حسين

## اغاني الفيلم
- حبيبي أنتا يا فيلسوف
- بابا يا بابا

## روابط خارجية
- المتوحشة على موقع الدهليز
- المتوحشة على موقع قاعدة بيانات الأفلام العربية